# Fritz-Henßler-Haus

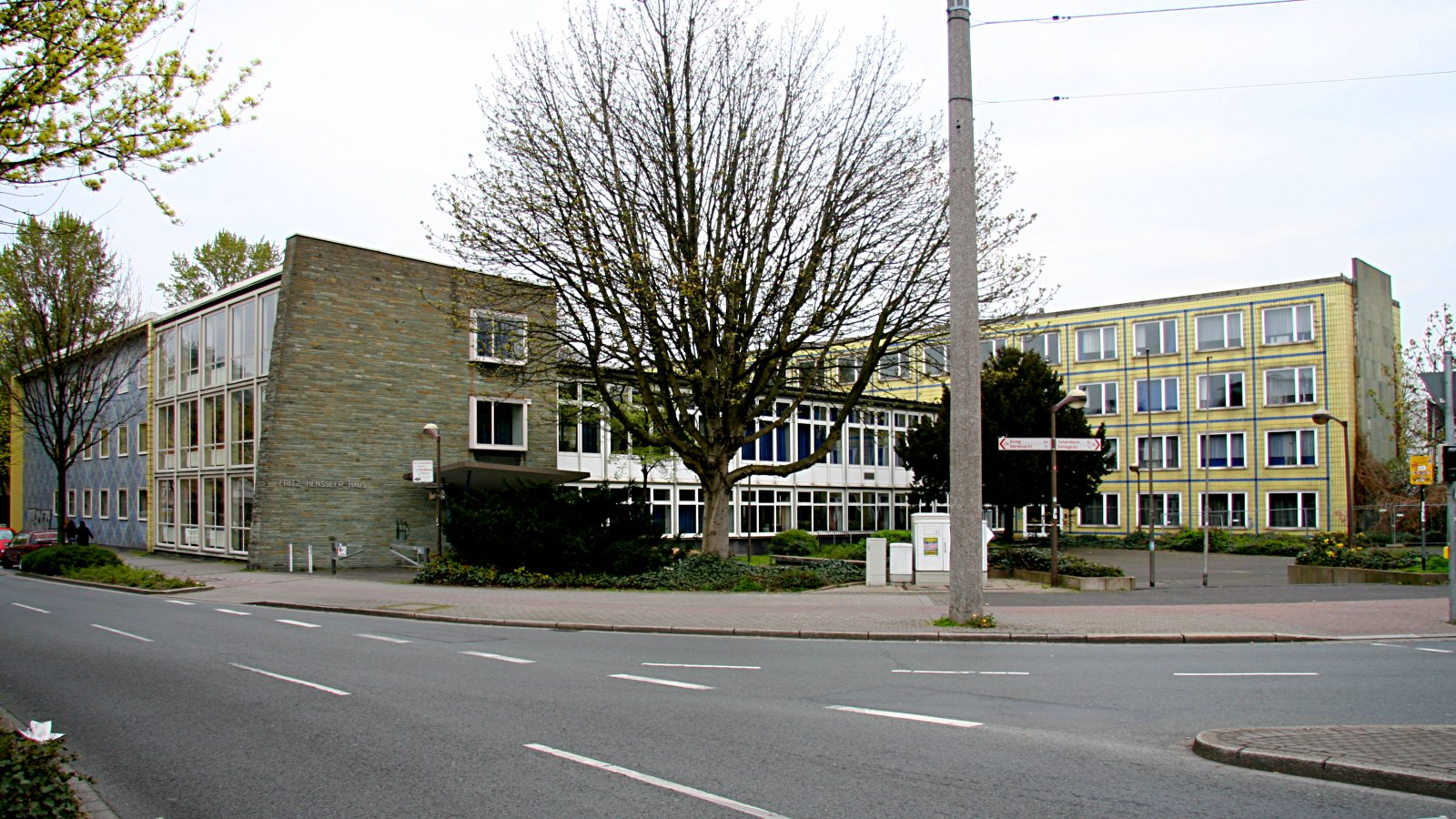
Das FHH von der Bornstraße aus gesehen

Das Fritz-Henßler-Haus ist ein kommunales Jugend- und Begegnungszentrum in Dortmund.
Koordinaten: 51° 31′ 2,8″ N, 7° 28′ 13,5″ O

## Geschichte
Schon am 5. Mai 1929 wurde am heutigen Standort des Fritz-Henßler-Hauses das erste kommunale „Haus der Jugend“ in Deutschland eingerichtet und eröffnet. Hintergrund war, den Kindern und Jugendlichen einkommensschwacher Bevölkerungsschichten der nahen Nordstadt einen zentralen Treffpunkt anzubieten. Nach seiner Zerstörung im Zweiten Weltkrieg wurden schon bald Forderungen laut, dieses Haus neu zu errichten.
Das neue Haus sollte jedoch nun Jugendlichen und Erwachsenen als Haus der Jugend und als Haus der Bildung offenstehen. Neben den Angeboten für Jugendliche wurde das Fritz-Henßler-Haus Sitz der Volkshochschule, des Rheinisch-Westfälischen Auslandsinstituts sowie der Stadtbildstelle.
Am 14. Dezember 1955 wurde durch Oberbürgermeister Dietrich Keuning der Grundstein gelegt. Als Namensgeber des Hauses diente der erste Nachkriegsbürgermeister Fritz Henßler. Nach knapp einjähriger Bauzeit wurde das Haus am 25. Oktober 1956 eingeweiht und eröffnet.

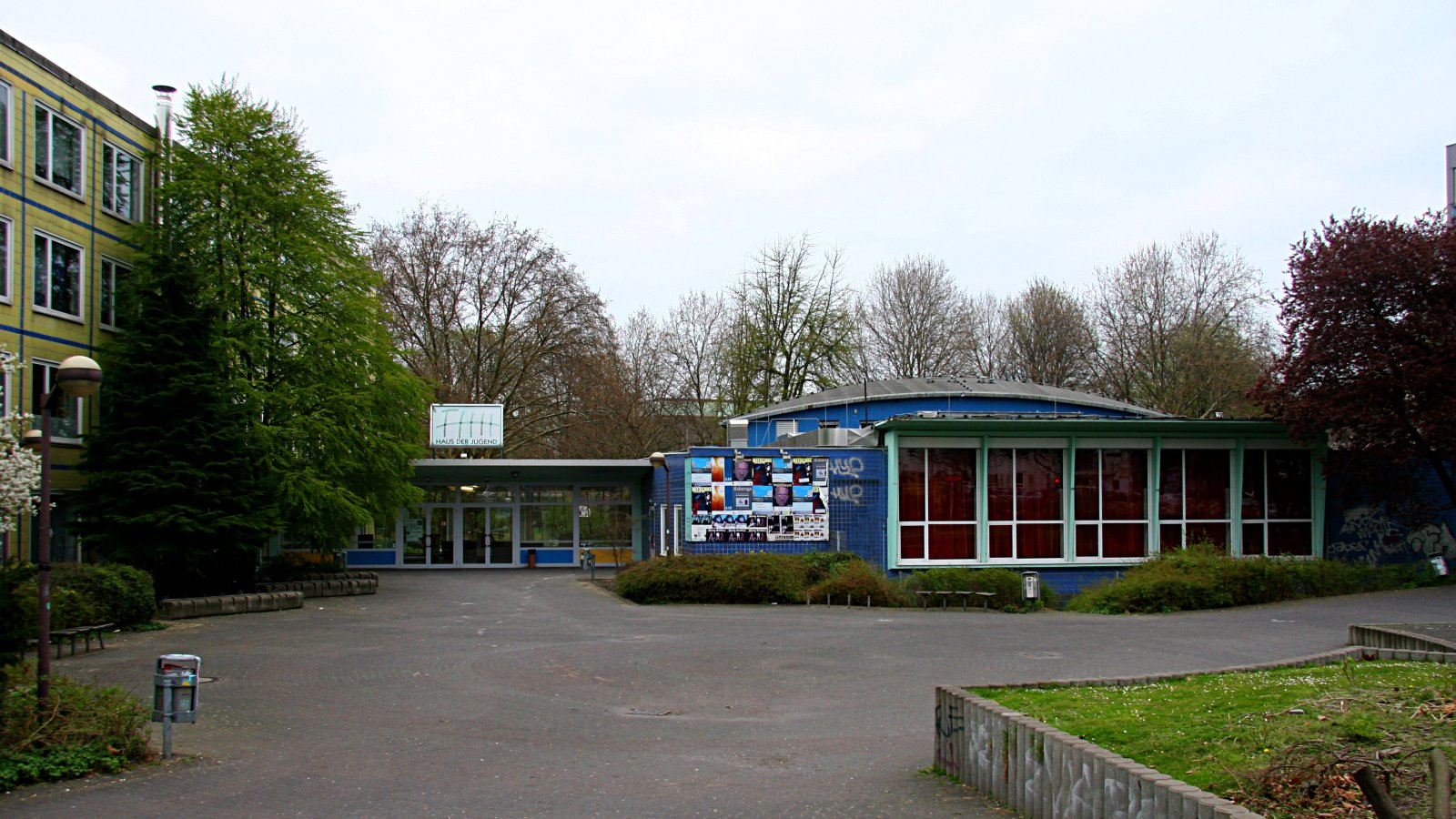
Eingangsbereich der Veranstaltungshalle

Es entstand ein Gebäude mit vier Flügeln mit unterschiedlichen Geschosshöhen im architektonischen Stil der 1950er Jahre. Kultureller Mittelpunkt des Gebäudes wurde der Veranstaltungssaal mit 306 Plätzen sowie Garderoben- und Bühnennebenräumen. Es wurde weiterhin eine Bücherei mit Lesesaal eingerichtet, in der sich heute ein Jugendcafé befindet. Neben Vortragssaal und Gartensaal gab es in den Kellern zahlreiche Werkräume.
Seit 1998 ist das Fritz-Henßler-Haus als Baudenkmal in die Denkmalliste der Stadt Dortmund eingetragen.
2006–2008 wurde das Gebäude innen und außen für rund 2,7 Mio. Euro saniert.

## Nutzung
Aushängeschild des Fritz-Henßler-Hauses ist der seit 1977 bestehende Kinderzirkus Zirkus Fritzantino. Im Rahmen einer Projektarbeit mit Kindern gegründet, gehört er zu den ältesten Kinder- und Jugendzirkusgruppen Deutschlands. Der Zirkus war Teilnehmer aller fünf internationalen Kinder- und Jugendzirkusfestivals in Köln. Für 2006 plante der Zirkus die Ausrichtung des 1. Internationalen Kinder- und Jugendzirkusfestival in Dortmund, an dem neun Zirkusgruppen aus vier europäischen Ländern teilnehmen sollten.
Der Veranstaltungssaal der Fritz-Henßler-Hauses wird heute für Veranstaltungen der Sparten Musik, Kino und Theater genutzt.